# Astrippe

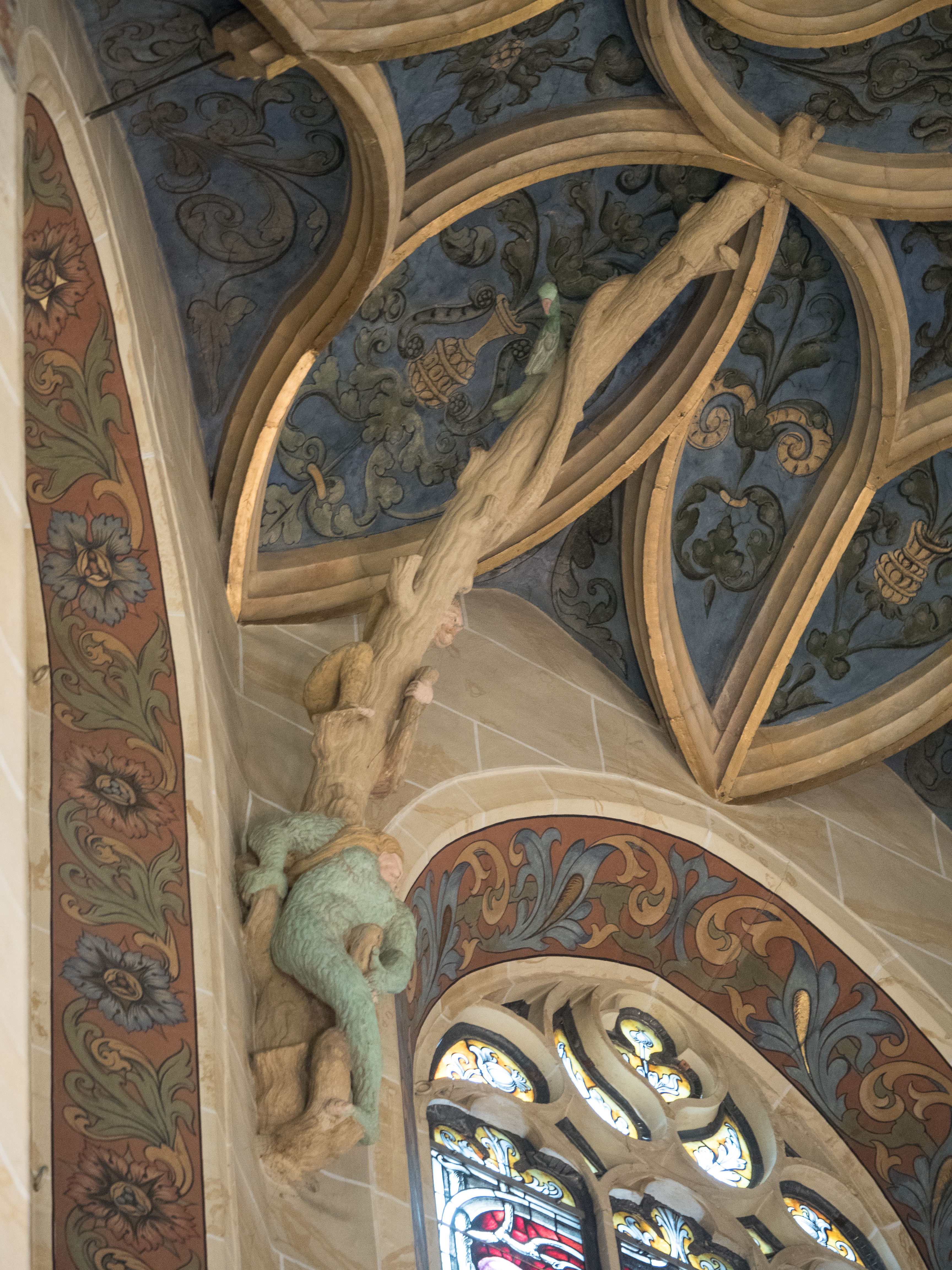
Freistehende Astrippe im Gewölbe der Marienkirche Pirna (erste Hälfte 16. Jahrhundert)

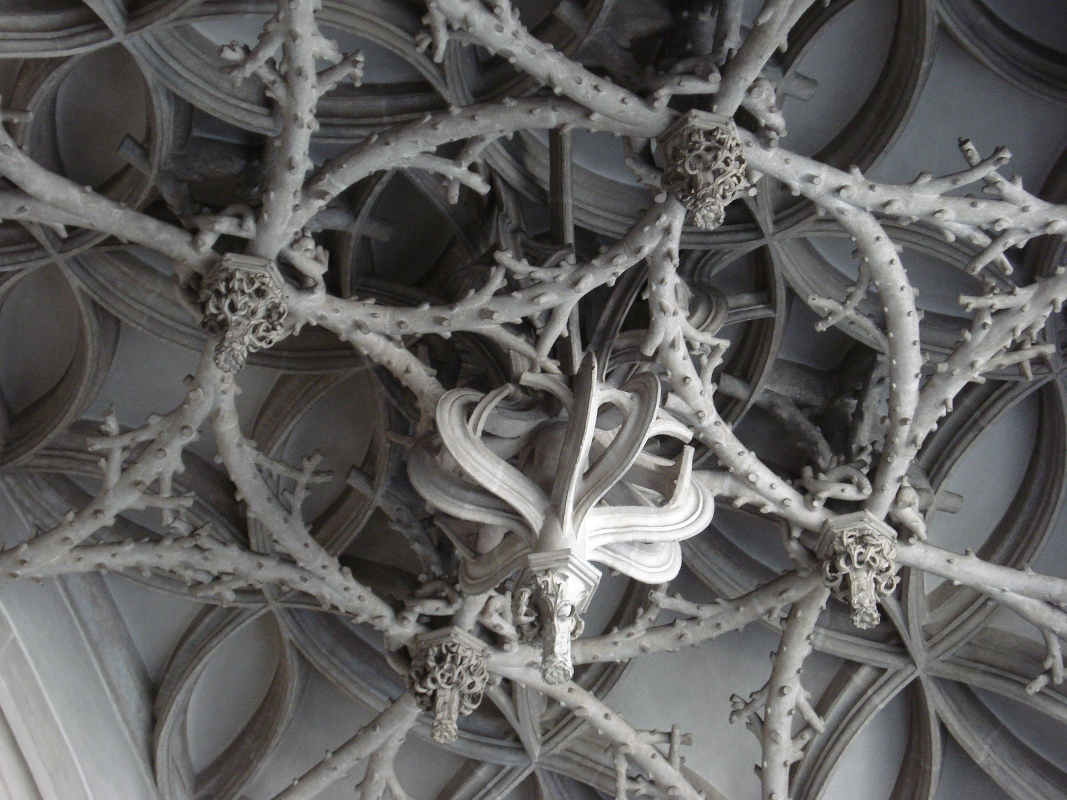
Luftrippengewölbe mit Astrippen im Münster Zur Schönen Unserer Lieben Frau, Ingolstadt (1510–1515)

Als Astrippe wird eine steinerne Gewölberippe an einem spätgotischen Gewölbe bezeichnet, die naturalistisch als Geäst mit Aststümpfen verziert ist.
Diese kunstvolle und seltene Zierform wurde nicht von Steinmetzen, sondern von Steinbildhauern angefertigt, da das Herausschlagen aus Stein besonders hohe gestalterische und technische Fähigkeiten erforderte. Beispiele für Astrippen sind unter anderem in der Pirnaer Marienkirche und im Liebfrauenmünster Ingolstadt zu finden.